# Gouvernement Kovno
Het gouvernement Kovno (Russisch: Ковенская губерния, Kovenskaja gubernija) (Litouws: Kauno gubernija) was een gouvernement (goebernija) van het keizerrijk Rusland. De hoofdstad was Kaunas, Kovno in het Russisch. Het gouvernement was gevormd op 18 december 1842 door tsaar Nicolaas I uit het westelijke deel van het gouvernement Vilnius. Op 1 juli 1843 vond de afsplitsing plaats. Het gouvernement was onderdeel van de Noordwestelijke Kraj. Het gouvernement omvatte de complete Litouwse regio Samogitië en het noorden van Aukštaitië.